# بلوط (أسيوط)
قرية بلوط هي إحدى القرى التابعة لمركز القوصية في محافظة أسيوط في جمهورية مصر العربية. حسب إحصاءات سنة 2006، بلغ إجمالي السكان في بلوط 16332 نسمة، منهم 8212 رجل و8120 امرأة.